# Bitka za Kačji otok
24. februarja 2022, prvi dan ruske invazije na Ukrajino, je ruska mornarica napadla Kačji otok, ukrajinski otok v Črnem morju, in ga zavzela skupaj s celotno garnizijo. Napad je bil zelo medijsko odmeven, ko se je skupaj s prvimi netočnimi poročili o smrti garnizije razširil zvočni posnetek ruske križarke Moskva, ki je po radiu klicala otoško garnizijo in od nje zahtevala predajo, ki je v odgovor odgovorila: »Ruska vojna ladja, jebi se!« (rusko: Russkij voennyj korabl', idi na huj, latinizirano: Russkij voennyj korabl', idi na huj). Kasneje se je izkazalo, da je bila skupaj s posadko zajeta tudi iskalno-reševalna civilna ladja, ki je poskušala evakuirati vojake. Ladja, njena posadka in vsaj en vojak so bili nato izpuščeni v izmenjavi ujetnikov.
Po zavzetju otoka je Ukrajina začela boj za ponovno zavzetje otoka, pri čemer je s protiladijskimi raketami prisilila ruske pomorske sile, da so se umaknile z območja okoli otoka, medtem ko so nenehni zračni, artilerijski in raketni napadi onemogočili ruski položaj na otoku. Zaradi tega se je Rusija 30. junija 2022 z otoka umaknila.

## Ozadje
Kačji otok je skalnat otok s površino manj kot 1 kvadratni kilometer ob južni obali Ukrajine. Od romunske obale je oddaljen 45 km in leži na južni meji ukrajinskih teritorialnih voda v Črnem morju. Zaradi tega položaja je strateško pomemben, saj lahko tisti, ki ga nadzoruje, blokira Odeso in obvladuje velik del Črnega morja, vključno z območjem Konstance. Otok ima tudi gospodarski pomen, saj se v izključni ekonomski coni, ki jo oblikuje, nahajajo velike zaloge ogljikovodikov. Edino naselje na otoku je Bile, zgrajeno leta 2007.
Avgusta 2021 je ukrajinski predsednik Volodimir Zelenski organiziral tiskovni dogodek na Kačjem otoku, med katerim je dejal: »Ta otok je, tako kot ostalo naše ozemlje, ukrajinska dežela in branili ga bomo z vso močjo.«

## Zavzetje s strani Rusije
24. februarja 2022, prvi dan ruske invazije na Ukrajino leta 2022, je ukrajinska državna mejna straža okoli 18:00 po lokalnem času sporočila, da je bil Kačji otok napaden s strani ruske križarke Moskva in patruljnega čolna Vasilij Bikov, ki sta ga poskušala zavzeti kot del bitke za nadzor nad Črnim morjem.
Ko se je ruska vojaška ladja identificirala in ukazala ukrajinskim vojakom, ki so bili na otoku, naj se predajo, je vojak, ki so ga kasneje identificirali kot Roman Hribov, odgovoril: »Ruska vojna ladja, jebi se!« (rusko: 'Русский военный корабль, иди на хуй', latinizirano: Russky voyenny korabl, idi na khuy). Zvočni posnetek pogovora je najprej delil ukrajinski vladni uradnik Anton Heraščenko, nato ga je objavila Ukrajinska Pravda, pozneje pa so ga viri ukrajinske vlade potrdili kot pristen.
Eden izmed ukrajinskih vojakov je v živo prenašal trenutek, ko je ruska vojaška ladja začela streljati. Kasneje zvečer je ukrajinska mejna straža sporočila, da je bila komunikacija z otokom izgubljena. Ob 22:00 (01:00 po moskovskem času, UTC+2) so predstavniki sporočili, da so ruske sile osvojile otok po pomorskem in letalskem bombardiranju, ki je uničilo vso infrastrukturo na otoku. Po bombardiranju se je izkrcal oddelek ruskih vojakov in prevzel nadzor nad otokom.
Ruska vlada je sporočila, da je 25. februarja 2022 eskadrilja 16 čolnov ukrajinske mornarice napadla ruska plovila pri otoku, in trdila, da je potopila šest ukrajinskih čolnov. Ruska vlada je Združene države obtožila, da so med akcijo ukrajinski eskadrilji zagotovile obveščevalno podporo. Združene države so zanikale kakršno koli vpletenost.
26. februarja 2022 so ukrajinske oblasti sporočile, da je ruska mornarica pri otoku zajela iskalno-reševalno ladjo Sapfir.

## Status ukrajinskih vojakov in civilnih mornarjev
Ukrajinski vladni viri so sprva trdili, da je bilo ubitih vseh 13 mejnih stražarjev, ki so predstavljali celotno ukrajinsko vojaško prisotnost na otoku, ker se niso hoteli predati. Zelenski je napovedal, da bo mejnim stražarjem posthumno podeljen naziv junaka Ukrajine.
Ruski obrambni mediji so predstavili drugačno različico dogodkov, češ da je bilo 82 ukrajinskih vojakov ujetih, potem ko so se prostovoljno predali, in da so jih odpeljali v Sevastopol. Tiskovni predstavnik ruskega obrambnega ministrstva Igor Konašenkov je zatrdil, da so zaporniki podpisovali obljube, da ne bodo nadaljevali vojaških akcij proti Rusiji, in da bodo kmalu izpuščeni.
Ukrajinska državna mejna straža je pozneje sporočila, da so bili stražarji morda ujeti, in sicer na podlagi ruskih poročil, da so bili pridržani kot vojni ujetniki. 26. februarja 2022 je izdala izjavo, da verjame, »da so vsi ukrajinski branilci Kačjega otoka morda živi«. Ukrajinska mornarica je 28. februarja 2022 na svoji strani na Facebooku objavila, da so vsi obmejni stražarji na otoku živi in da jih je ruska mornarica pridržala.

### Izpustitev
Rusija je 24. marca 2022 v izmenjavi zapornikov izpustila ladjo Sapfir in 19 ukrajinskih civilnih mornarjev. 10 vojnih ujetnikov je bilo izpuščenih v isti izmenjavi, Ukrajina pa je izjavila, da si podpredsednica vlade Irina Vereščuk prizadeva za izpustitev zlasti zapornikov s Kačjega otoka.
30. marca so poročali, da je bil vojak, ki je izrekel pripombo na ladjo, izpuščen v okviru izmenjave ujetnikov in nato odlikovan z ukrajinsko medaljo.

## Ukrajinski protinapadi
14. aprila so ukrajinske protiladijske rakete zadele in potopile rusko križarko Moskva, ki je bila vodilna ladja Črnomorske flote. To je Rusijo prisililo, da je umaknila svoje ladje izven dosega raket, zaradi česar je bil otok izpostavljen, saj je bilo težje oskrbovati okupacijske sile po morju.
Med 26. in 30. aprilom je Operativno poveljstvo Jug trdilo, da so bili v napadih na ruske sile na otoku zadeti kontrolna postaja in uničena dva protiletalska raketna kompleksa Strela-10 ter ubitih 42 ruskih vojakov.
1. maja je poveljstvo ukrajinskih zračnih sil jug zatrdilo, da je izvedlo napad na Kačji otok, ki je uničil tam nameščeno rusko opremo, naslednji dan ob zori pa je dron Bajkar Bajraktar TB2 potopil dva ruska patruljna in desantna čolna Raptor. Objavljeni so bili videoposnetki, na katerih je razvidno, da so čolna zadele vodene bombe, nato pa so na njih odjeknile eksplozije in požari.
Ukrajinski uradniki so 7. maja poročali in prikazali posnetke, na katerih je ukrajinski dron v bližini Kačjega otoka uničil rusko desantno plovilo razreda Serna. Ukrajinski brezpilotniki Bajkar Bajraktar TB2 so bili uporabljeni za uničenje dveh izstrelišč raket zemlja-zrak Tor, od katerih je bilo eno v postopku raztovarjanja z desantnega plovila razreda Serna, kar je verjetno sprostilo pot paru ukrajinskih letal Su-27, ki sta tisti dan izvajala bombardiranje; satelitske fotografije potrjujejo te posnetke. Kasneje je bil objavljen posnetek napada ukrajinskega brezpilotnega letala na ruski helikopter na Kačjem otoku, ki ga je neodvisno preveril Reuters. Istega dne je rusko obrambno ministrstvo sporočilo, da so ruske sile odbile ukrajinske poskuse ponovnega zavzetja otoka. Te trditve niso bile potrjene.
Svetovalec ukrajinskega predsednika Oleksij Arestovič je 9. maja dejal, da je ruska vojska na otoku prednost za Ukrajino, saj lahko večkrat napade ruske cilje na otoku. Ministrstvo za obrambo Združenega kraljestva je sporočilo, da je po njihovi analizi Rusija poskušala okrepiti izpostavljeno posadko na otoku, kjer je Ukrajina uspešno izvedla napade z droni na oskrbovalna plovila in zračno obrambo.
Ukrajina je 12. maja trdila, da je napadla rusko logistično ladjo Vsevolod Bobrov v bližini otoka, ko je ta poskušala dostaviti sistem zračne obrambe, zaradi česar je ladja zagorela in so jo odvlekli nazaj v Sevastopol. Rusija dogodka ni komentirala, o žrtvah pa ni poročala.
Ukrajina je 17. junija z dvema raketama Harpoon potopila ruski vlačilec Spasatel Vasilij Beh, s čimer mu je preprečila dostavo pomembnih zalog, kot so orožje in osebje, ter Rusijo prisilila, da ponovno razmisli o svojem položaju na otoku. Tri dni pozneje je napadla plinske ploščadi v bližini otoka, ki so jih po njenih besedah uporabljale ruske sile, napadi pa so se nadaljevali tudi naslednji dan, pri čemer je Ukrajina trdila, da so bila uničena vojaška vozila ter protiletalski in radarski sistemi, kar je Rusija zanikala; ukrajinsko južno poveljstvo je sporočilo, da poteka operacija za ponovno zavzetje otoka.
Zaradi teh rednih napadov na otok in njegove oskrbovalne ladje je ruski položaj postal nevzdržen, po dodatnih raketnih in artilerijskih napadih 30. junija, ki so po navedbah Ukrajine uničili še en sistem zračne obrambe, pa so se ruske sile umaknile, kar je bilo opisano kot velika ukrajinska zmaga in propagandni preobrat. Rusija je trdila, da so njeni vojaki opravili dodeljene naloge in da je šlo za gesto dobre volje, s katero so želeli pokazati, da Rusija ne ovira vzpostavitve ladijskega koridorja za izvoz žita iz Odese, medtem ko je Ukrajina trdila, da so Ruse s topništvom in raketnimi napadi prisilili k umiku z dvema hitrima čolnoma, fotografije pa prikazujejo otok, ki ga je zajel dim.
Uspeh Ukrajine, ki je Ruse prisilila, da se umaknejo z otoka, se delno pripisuje dobavi zahodnega orožja, vključno z uporabo britanskih protiladijskih raket Harpoon, medtem ko proruski novinarji del uspeha Ukrajine pripisujejo uporabi francoske samovozne havbice CAESAR.

## Zapuščina
Zadnje sporočilo ukrajinskih mejnih stražarjev pred napadom: »Ruska vojna ladja, jebi se!« je postalo viralno in je spodbudilo Ukrajince in njihove podpornike po vsem svetu. The Week je to besedno zvezo primerjal z besedno zvezo »Zapomnite si Alamo« iz teksaške revolucije v 19. stoletju.
Marca 2022 je ukrajinska vlada napovedala izdajo poštne znamke v čast vojakom na Kačjem otoku. V javnem glasovanju je največ glasov prejel in bil izbran predlog ukrajinskega umetnika Borisa Groha, ki prikazuje ukrajinskega vojaka, ki stoji na plaži in kaže sredinec mimoidoči ruski vojaški ladji.
13. aprila 2022 je vojaška ladja Moskva, ki je bila uporabljena v napadu in ki so ji Ukrajinci rekli, naj se gre jebat, eksplodirala in zgorela, saj sta jo zadeli dve protiladijski raketi R-360 Neptun, izstreljeni z obale v Odesi ali njeni bližini, po navedbah Ukrajine. Rusi so 14. aprila poskušali poškodovano ladjo odvleči v smeri Sevastopola, vendar se je potopila, še preden je dosegla pristanišče.